# Maine-et-Loire
Maine-et-Loire (IPA: [ˌmɛneˈlwaʁ]) a 83 eredeti département egyike, amelyeket a francia forradalom alatt 1790. március 4-én hoztak létre.

## Elhelyezkedése
A Franciaország nyugati részén, Loire mente régióban található megyét keletről Indre-et-Loire és Vienne, délről Deux-Sèvres és Vendée, nyugatról Loire-Atlantique, északról pedig Mayenne és Sarthe megyék határolják.

## Települések
A megye jelentősebb települései és népességük 2011-ben:

| Település | Népesség |
| --------- | -------- |
| Angers    | 148 803  |
| Cholet    | 54 421   |
| Saumur    | 27 283   |
| Segré     | 6 801    |

## Galéria

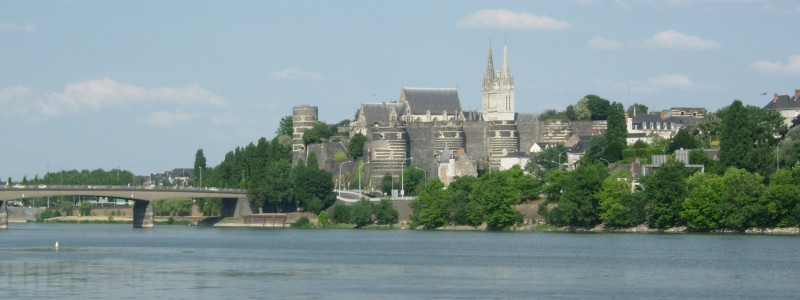
Angers
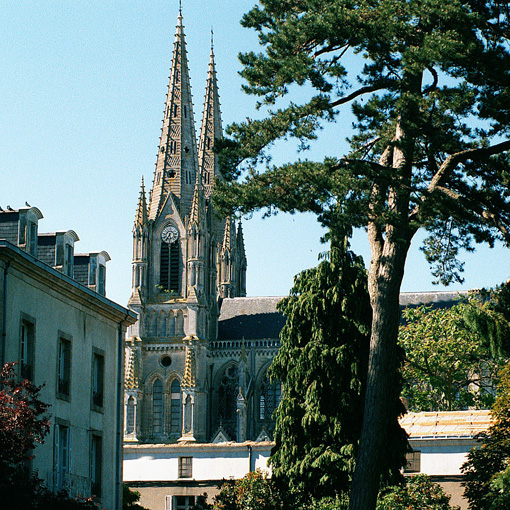
Cholet
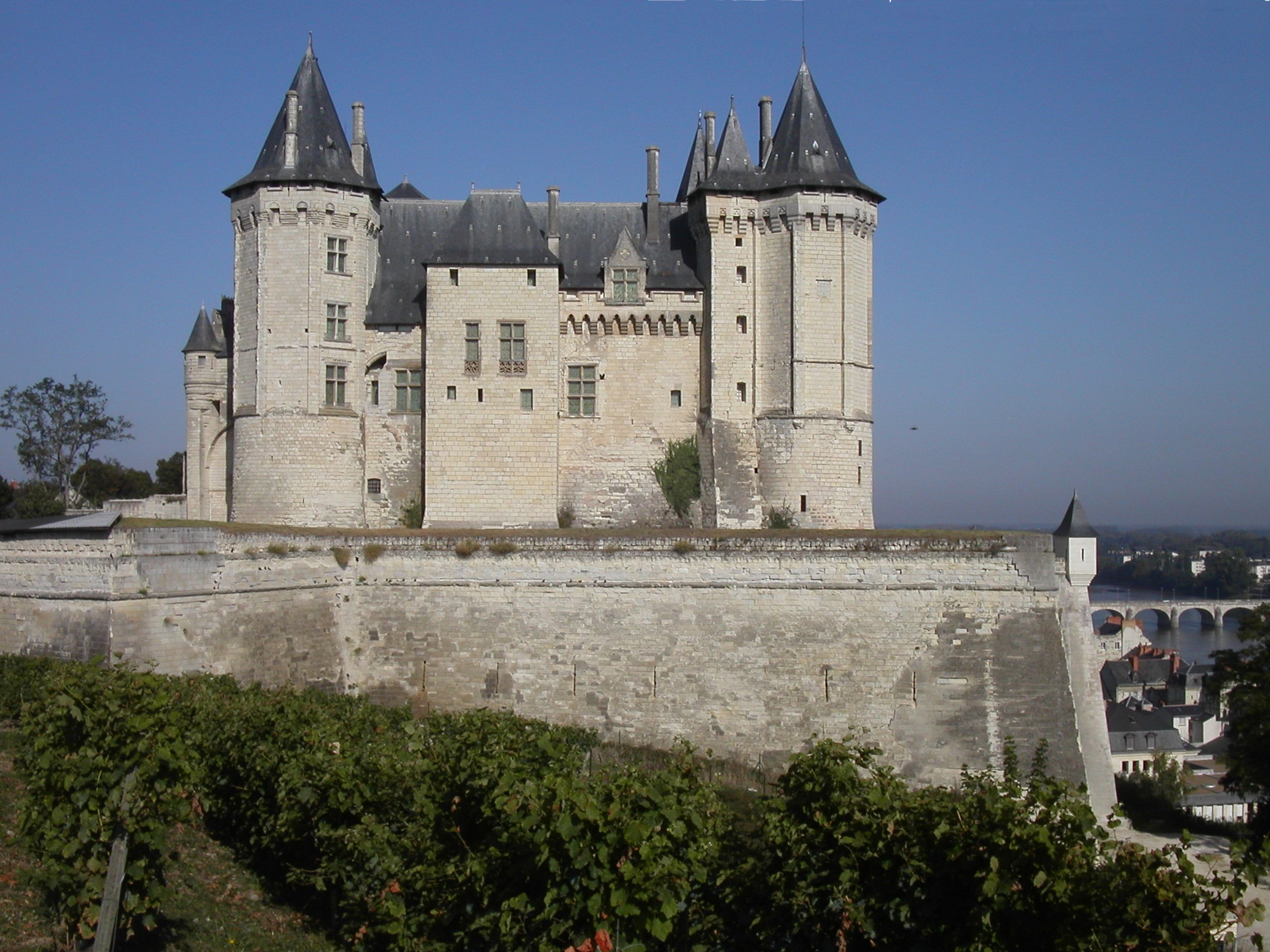
Saumur
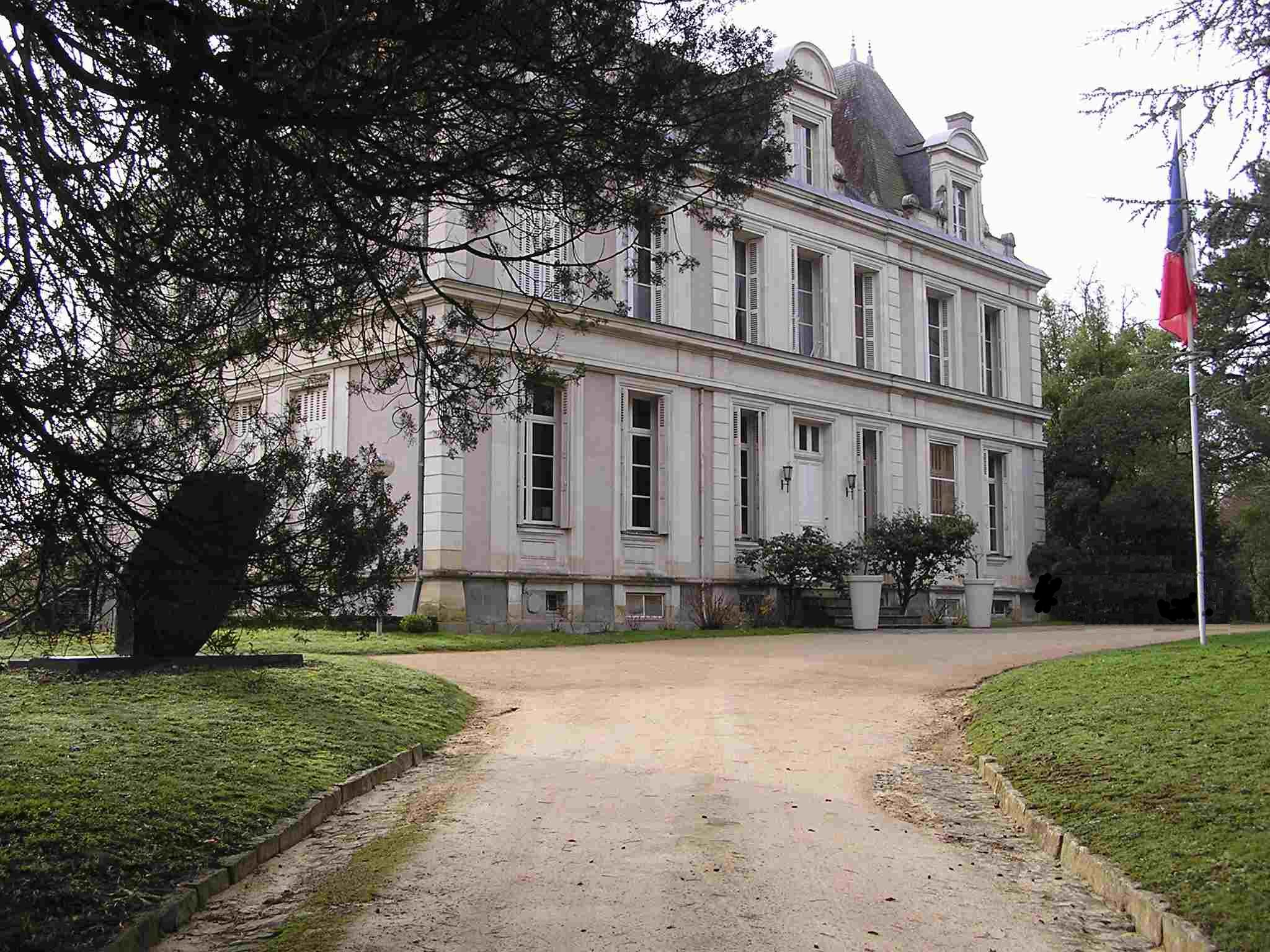
Segré